# سی‌ام پانک
فیلیپ جک بروکس (به انگلیسی: Phillip Jack Brooks)، (متولد ۲۶ اکتبر ۱۹۷۸) که بیشتر با نام مستعار سی‌ام پانک (به انگلیسی: CM Punk) شناخته می‌شود، کشتی‌گیر حرفه‌ای،‌ بازیگر و ورزشکار سابق هنرهای رزمی ترکیبی اهل ایالات متحده است که در حال حاضر با کمپانی دبلیودبلیوئی قرارداد بسته است و در برند راو فعالیت می‌کند.
او که پیشتر و در بین سال های ۲۰۰۵ تا ۲۰۱۴ نیز در دبلیودبلیوئی فعالیت داشت، از نوامبر ۲۰۱۱ تا ژانویه ۲۰۱۳ به مدت ۴۳۴ روز، قهرمان عنوان جهانی دبلیودبلیوئی بود که به عنوان طولانی‌ترین قهرمانی دبلیودبلیوئی در قرن ۲۱ شناخته می‌شد، رکوردی که حتی با خروج او از دبلیودبلیوئی نیز تا ۱۱ سال پابرجا ماند و هفتمین قهرمانی طولانی‌مدت این عنوان در تاریخ است.
بروکس دوران کشتی حرفه‌ای خود را با شرکت‌های مستقل برای رویدادهای متفاوت آغاز کرد تا این‌که با شرکت رینگ آف آنر قرارداد بست و توانست یک‌بار هم قهرمان عنوان جهانی رینگ آف آنر شود. او تا سال ۲۰۰۵ در این کمپانی ماندگار ماند ولی بعد از آن آیندهٔ خود به‌عنوان یکی از بهترین کشتی‌گیران تاریخ را با امضای قراردادی با کمپانی دبلیودبلیوئی تضمین کرد. او در ۱۵ سال اولی که در این شرکت به‌عنوان کشتی‌گیر فعالیت می‌کرد، موفق شد ۲ بار عنوان قهرمانی دبلیودبلیوئی، ۳ بار عنوان قهرمانی سنگین‌وزن قدیم، ۱ بار عنوان قهرمانی سنگین‌وزن جدید، عنوان تگ تیم و بین‌قاره‌ای و قهرمانی ای‌سی‌دبلیو را هر کدام یک‌بار از آن خود کند. او همچنین تنها فردی است که موفق شده دو بار پیاپی برنده مسابقه مانی این د بنک شود. او در سال ۲۰۱۱ و ۲۰۱۲ جایزه بهترین کشتی‌گیر سال را از آن خود کرد.
پس از دلخوری و مشکلات با هیئت مدیره و ریاست دبلیودبلیوئی، بروکس در سال ۲۰۱۴ از دبلیودبلیوئی جدا شد و بازنشستگی رسمی خود را از کشتی حرفه‌ای اعلام کرد. او ادامهٔ فعالیت ورزشی خود را در دسامبر همان سال با امضای قرارداد با کمپانی یواف‌سی ادامه داد و اولین فایت خود را در ۱۰ سپتامبر ۲۰۱۶ در یواف‌سی ۲۰۳ در برابر میکی گال انجام داد و در دور اول با سابمیشن مسابقه را واگذار کرد. وی دومین فایت خود را نیز در برابر مایک جکسون در ۹ ژوئن ۲۰۱۸ در یواف‌سی ۲۲۵ با تصمیم داوران باخت. او در سال ۲۰۲۱ و پس از هفت سال دوری از رینگ کشتی حرفه‌ای،‌ با امضای قرارداد با ای‌ئی‌دبلیو به این صنعت بازگشت، جایی که دو بار قهرمان عنوان جهانی این شرکت شد، اما در سپتامبر ۲۰۲۳ پس از جنجال ها و درگیری‌هایی که در پشت صحنه با دیگر کشتی‌گیران داشت،‌ قراردادش فسخ شد و در نوامبر همان سال و در جریان رویداد سروایور سریز، پس از ۹ سال به دبلیودبلیوئی بازگشت.
بروکس در تمام طول کریر خود از نام سی‌ام پانک استفاده کرد که مدعی شخصیتی پرحرف، رک، عدالت‌خواه و ضد دستگاه حاکم بود. او فردی استریت اج بوده و برای مدت زمان زیادی از دبلیودبلیوئی به‌عنوان تریبونی برای معرفی جامعهٔ استریت اج‌ها برای معرفی به دنیا استفاده کرد. اکثر این خصلت‌های مربوط به جوامع استریت اج (مانند ننوشیدن الکل و استفاده نکردن از مواد مخدر) براساس و پایهٔ زندگی خود پانک بنا شده چرا که وی در زندگی اصلی‌اش نیز عضو جامعهٔ استریت اج است.
به جز کشتی حرفه‌ای، بروکس در سه فیلم ترسناک دختری در طبقه سوم، هار و همسر جاکوب بازی کرده است. او همچنین در سریال هیلز که مربوط به کشتی حرفه‌ای است نیز نقش‌آفرینی کرده است.

## اوایل زندگی
فیلیپ جک بروکس در ۲۶ اکتبر ۱۹۷۸ در شیکاگو، ایلینوی به دنیا آمد. او در هنگام تولد به سندرم «کودک آبی» مبتلا بود که به دلیل پایین بودن سطح اکسیژن خون رخ می‌دهد. بروکس با دو خواهر و یک برادر بزرگ‌تر در حومه لاک‌پورت بزرگ شدند. پدرش که برق‌کار بود، با اعتیاد به الکل دست و پنجه نرم می‌کرد، که این امر بروکس را بر آن داشت تا از سنین پایین، سبک زندگی استریت اج را در پیش بگیرد. بروکس از مادرش که به اختلال دوقطبی مبتلا بود نیز جدا شده است. طبق گزارش‌ها، او در ژوئن ۲۰۱۳ به دلیل «درخواست‌های مالی مکرر و سال‌ها رفتار توهین‌آمیز، آزاردهنده و تهدیدآمیز» علیه او حکم منع تعقیب دریافت کرد.
به دلیل دوران کودکی آشفته‌ای که داشت، بروکس خانه را ترک و به خانه بهترین دوستش، چز نقل مکان کرد و با آنها زندگی کرد که به گفته خودش، چز و خانواده‌اش او را «مانند یکی از خودشان پذیرفتند». اولین شغل او در یک فروشگاه کتاب‌های کمیک در اورگرین پارک بود که در ژانویه ۲۰۲۲ تعطیل شد. او چندین بار در حالی که در دبیرستان لاکپورت تاونشیپ تحصیل می‌کرد، دستگیر شد. یکی از عوامل موثر به نقل از خود بروکس که سبب شد وارد کشتی حرفه‌ای شود، رودی پایپر بود.

## سال‌های کشتی حرفه‌ای

### آغاز کشتی حرفه‌ای و آی‌دبلیوای (۱۹۹۹–۲۰۰۵)
سی‌ام پانک کار خود را به عنوان یک کشتی‌گیر حرفه‌ای از سال ۱۹۹۹ آغاز کرد. در سال‌های ابتدایی او در کمپانی‌های بسیار کوچک شروع به کار کرد که بازی‌های درخشانش باعث شد در سال ۲۰۰۳ کمپانی رینگ آو آنر او را به خدمت بگیرد. این اولین کمپانی بزرگی بود که سی‌ام پانک در آن کار می‌کرد. بسیاری از قهرمانی‌های این کمپانی را به‌دست آورد.

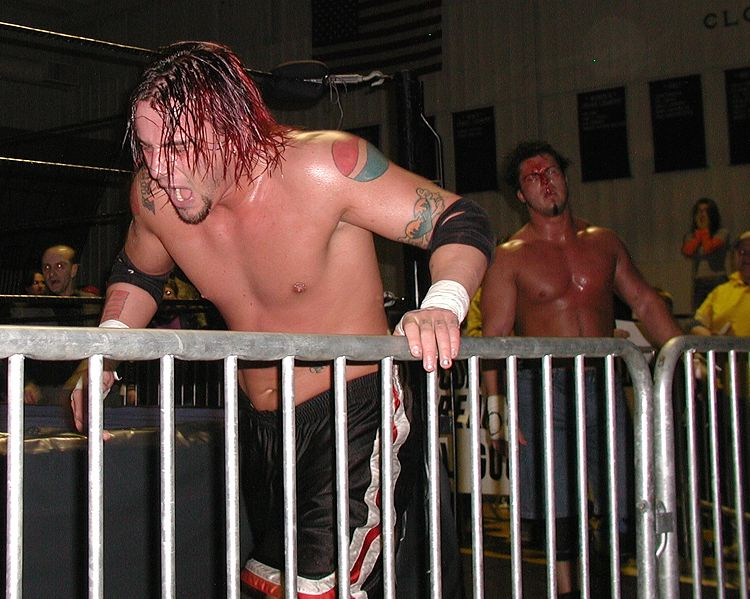
پانک در مسابقه‌ای در آی‌دبلیوای در برابر دنی دومینیون در نوامبر ۲۰۰۲

### دبلیودبلیوای (۲۰۰۵–۲۰۱۴)

#### اوهایو ولی رسلینگ / اووی‌دبلیو (۲۰۰۵–۲۰۰۶)
در سپتامبر ۲۰۰۵، پانک با «اوهایو ولی رسلینگ»، یکی از زیرشاخه‌های ورزشی شرکت دبلیودبلیوای قرارداد بست و در ۸ سپتامبر اولین مسابقه‌اش را انجام داد. اولین مسابقهٔ او یک دارک مچ سه در برابر سه بود که از تلویزیون پخش نشد و تنها برای تماشاچیان و حضار فیزیکی قابل مشاهده بود. در آن مسابقه، پانک، نایجل مک‌گینس و پل بورچیل در برابر دئوس شِید، الایا بورکی و سث اسکای‌فایر شکست خوردند. در ۲۶ سپتامبر و در اولین مسابقهٔ تلویزیونی خود در اوهایو ولی رسلینگ، پانک در برابر دنی اینفرنو قرار گرفت. اینفرنو در این مسابقه به پانک یک پردهٔ گوش بازشده و دماغی شکسته هدیه داد. اگرچه پانک در این مسابقه شدیداً مصدوم شد، ولی سریعاً مسابقه را به اتمام رساند و پس از مسابقه نیز به‌سرعت ریکاوری شد.
در ۹ نوامبر ۲۰۰۵، پانک پس از پیروزی در برابر کن دوئن، قهرمان «کمربند تلویزیون اوهایو ولی رسلینگ» شد و پیروزی او منجر به رقابت شدیدش با برنت آلبرایت شد. آلبرایت پیش از این رقابت سنگین و جدی‌ای با دوئن (قهرمانی که به پانک باخته‌بود) داشت. بر اساس برنامه‌های از پیش تعیین‌شده، دوئن و آلبرایت قرار بود سر این مسابقه با هم دیدار کنند ولی چون پانک پیش از مسابقه‌شان، آلبرایت را با صندلی مجروح کرده‌بود، این شانس را به خود تعلق داد و در مسابقه شرکت کرد؛ مسابقه‌ای که منجر به اولین قهرمانی او در اووی‌دبلیو شد.

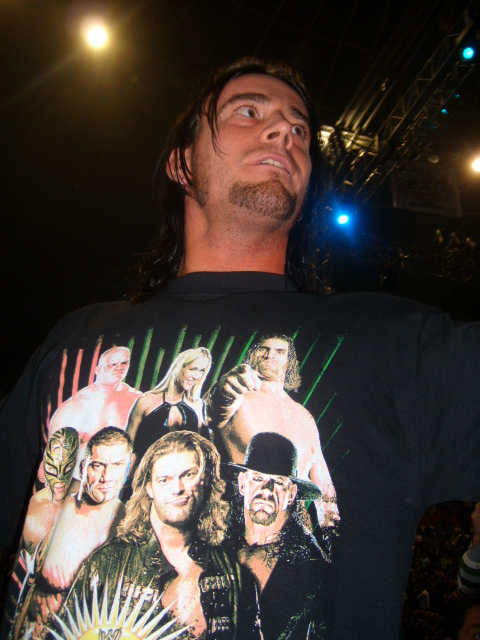
پانک در سال ۲۰۰۸

در چهارم ژانویه ۲۰۰۶، پانک کمربند تلویزیونی اووی‌دبلیو خود را به آرن استیونز واگذار کرد. در این مسابقه، پانک در برابر آلبرایت و دوئن (در یک مسابقهٔ سه‌نفره) قرار گرفته‌بود ولی چون دوئن در بین مسابقه دچار مصدومیت شد، جای خود را به آرن استیونز داد. پانک در این مسابقه در برابر فینیشر آلبرایت با نام «اهرم» که نوعی سابمیشن بود تسلیم شد ولی در ادامه (پس از حذف‌شدن از جریان مسابقه) با هدف پرت‌کردن حواس آلبرایت به رینگ بازگشت و این باعث شد آلبرایت مسابقه را به استیونز واگذار کند. پس از این اتفاقات، آلبرایت و پانک برای مدتی کوتاه یک تیم تشکیل دادند ولی عدم احترام پانک به آلبرایت باعث شد این تیم به‌سرعت از هم پاشیده‌شود و دشمنی این دو برای باری دیگر آغاز شود. پانک در این مدت به‌عنوان سوپراستاری «هیل» یا منفور به‌حساب می‌آمد تا اینکه در ۱ فوریه، آلبرایت در طی یک مسابقهٔ تگ تیم، اجازه داد «اسپیریت اسکواد؛ معنی: جوخهٔ روح» به پانک حمله و او را به یک «فن فیوریت» یا کشتی‌گیر پرطرفدار تبدیل کنند.
بعد از اینکه، مت کاپوتلی (۱۲ نوامبر ۱۹۷۹–۲۹ ژوئن ۲۰۱۸) به‌دلیل تومور مغزی «کمربند سنگین‌وزن اووی‌دبلیو» را آزاد کرد، تورنمنتی برای معین کردن قهرمان بعدی اووی‌دبلیو برگزار شد. در این تورنومنت، پانک در فینال به آلبرایت مسابقه را واگذار کرد و دشمنی خود را با وی ادامه داد. آنها در طی مسابقاتی که انجام دادند، اکثر انتظارات را برآورده کردند. پانک حتی طی چندین مسابقه به کمربند قهرمانی نزدیک و نزدیک‌تر می‌شد و آلبرایت دفاع از عنوان و کمربند خود در برابر پانک را سخت‌تر می‌دید. در پایان، در شب سوم مه ۲۰۰۵، پانک موفق شد این کمربند سنگین‌وزن را از آنِ خود کند و از آن در برابر حریفانی چون جانی جتراند، کن کندی، شاد گسپارد و مایک «د میز» میزنین دفاع کند.

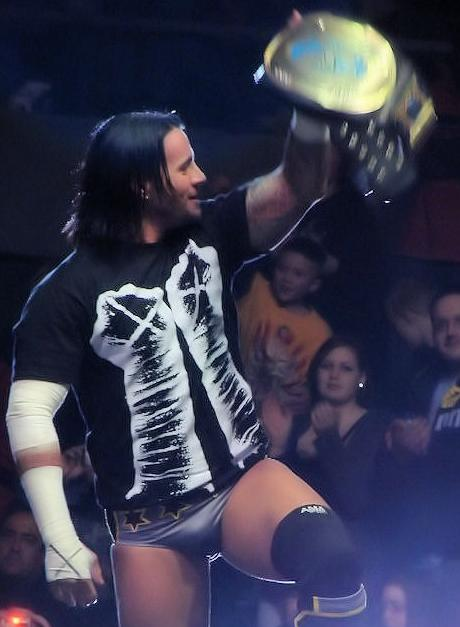
سی‌ام پانک به همراه کمربند بین‌قاره‌ای

در ۲۸ ژوئیه، پانک و سث اسکای‌فایر موفق شدند شَد گسپارد و نِیبِرهودی را برای کسب «کمربند جنوبی تگ تیم اووی‌دبلیو» شکست دهند. آنها در ۲ اوت، عنوان‌هایشان را به دئوس شید و دومینو کلیف کامپتون باختند. هردوی آنها در این مسابقه مصدوم شدند و طرز باخت آنها به‌گونه‌ای بود که اسکای‌فایر مصدوم با آگاهی از این‌که پانک مصدوم است، وی را تگ کرد و از آنجایی که پانک دیگر نمی‌توانست جلوی حریفان خود مقاومت کند، بازی را واگذار و منجر به باخت تیم‌شان شد. در مسابقهٔ برگشت کمربند تگ تیم که در ۷ اوت برگزار شد نیز پانک (که در این مسابقه سالم و بدون مصدومیت بود) از روی عمد اسکای‌فایر (که در طول مسابقه مصدوم شده‌بود) را تگ کرد و وی را وارد رینگ کرد تا بازی برگشت را نیز به شید و کامپتون ببازند. اوهایو ولی رسلینگ در سی‌ام اوت اعلام کرد که مسابقه‌ای بین پانک و اسکای‌فایر برای کمربند سنگین‌وزن اووی‌دبلیو اجرا خواهد شد ولی پیش از آغاز مسابقه، اسکای‌فایر توسط چارلز ایوانز مورد حمله قرار گرفت و جای خود در مسابقه را به چت جابلونسکی داد. جابلونسکی با پین کردن پانک موفق شد این عنوان را از او بگیرد و در اوضاعی که پانک دیگر قهرمان نبود و اووی‌دبلیو نیازی به او نداشت، از بین سوپراستارهای اصلی اوهایو ولی رسلینگ حذف و به راستر و جوخهٔ اصلی دبلیودبلیوای اضافه شد و ارتقا سطح یافت. پانک برای مدتی به‌صورت کوتاه برای اوهایو ولی رسلینگ اجرا می‌کرد و حتی در چهارصدمین قسمت آنها بر روی تلویزیون به‌عنوان یکی از عناصر اصلی حضور یافت تا این‌که قرارداد دبلیودبلیوای و اووی‌دبلیو در ۷ فوریه ۲۰۰۸ فسخ شد و دو کمپانی از یکدیگر جدا شدند.

#### ای‌سی‌دبلیو (۲۰۰۶–۲۰۰۸)

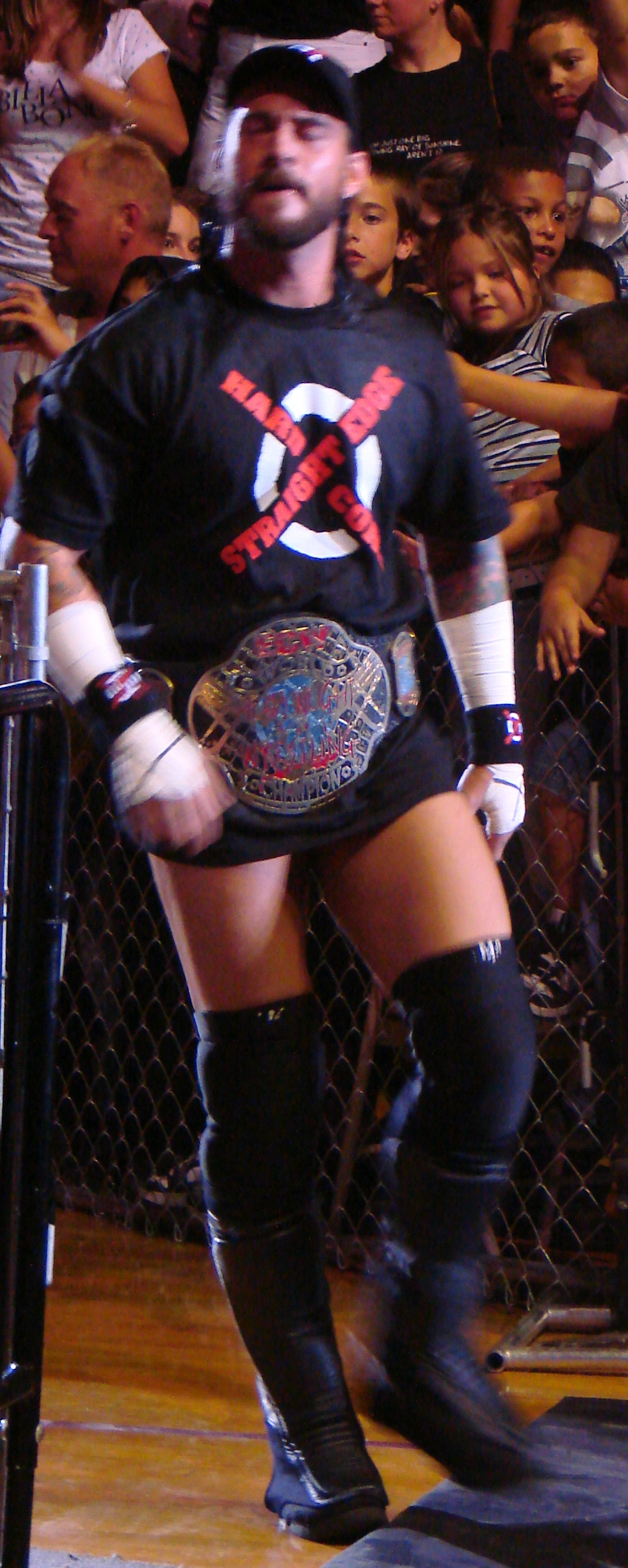
پانک به‌عنوان قهرمان ای‌سی‌دبلیو در سال ۲۰۰۷

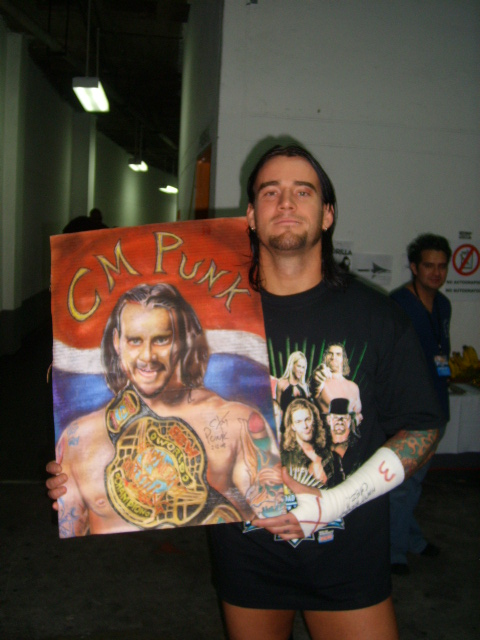
سی‌ام پانک به‌همراه پرتره‌ای از خود در کنار کمربند ای‌سی‌دبلیو

در سال ۲۰۰۶ او به یک برند اصلی دبلیودبلیوای که ای‌سی‌دبلیو نام داست ملحق شد و در اولین بازی اش استیوی ریچاردز را شکست داد. در این دوران او بیشتر یک چهره محبوب در میان هواداران به حساب می‌آمد. او با کشتی گیرانی از قبیل مایک ناکس و هاردکور هالی درگیری داشت. در سال ۲۰۰۷ او در مقابل تیم ای‌سی‌دبلیو ای‌های اصلی (ECW Originals) در قالب یکی از افراد گروه اتحاد تولد جدید ای‌سی‌دبلیو قرار گرفت که او را تا حدودی منفور هواداران کرد. سی‌ام پانک همچنین در یک بازی در مقابل جان موریسون که قهرمان ای‌سی‌دبلیو بود قرار گرفت که او را شکست داد و قهرمان جدید شد و با موفقیت توانست در مقابل ایلایجا برک و بیگ ددی وی و د میز و بار دیگر در مقابل مورسون از کمربند خود دفاع کند ولی در پایان کمربند را با دخالت اج در آن مسابقه از دست داد و آن را به چاوو گررو واگذار کرد.

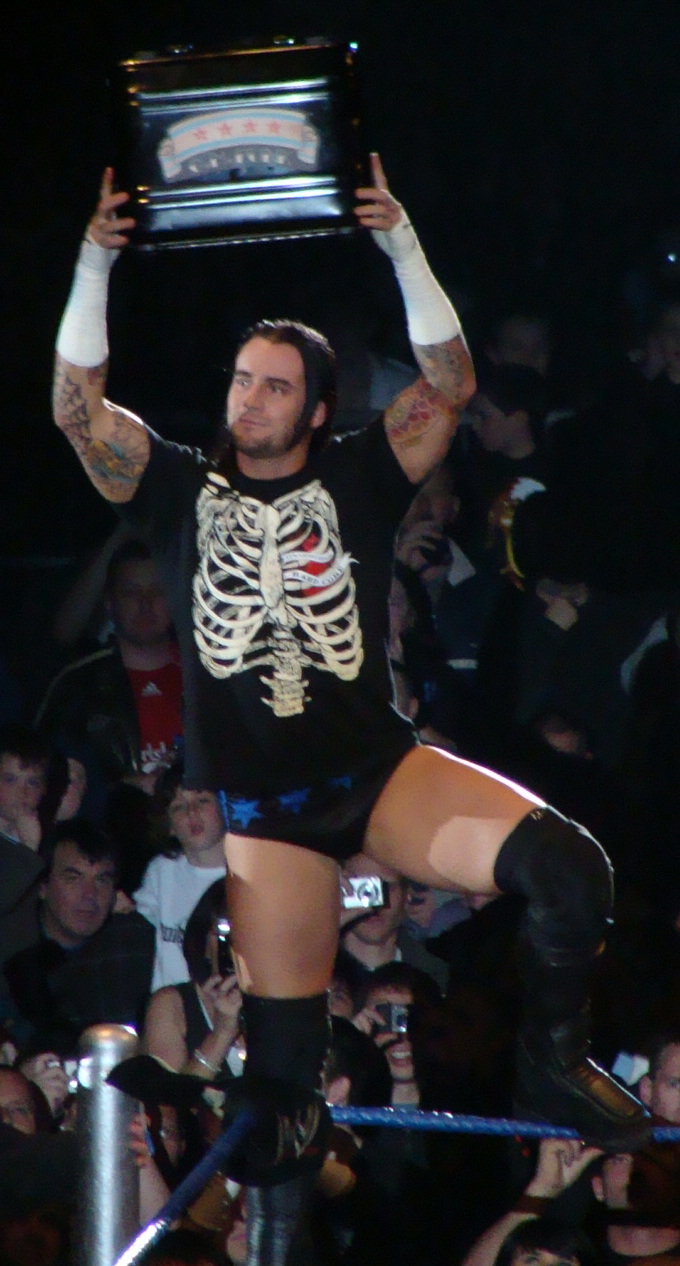
سی‌ام پانک به‌همراه اولین مانی این د بنک خود در آوریل ۲۰۰۸

#### آقای مانی این د بنک (۲۰۰۸–۲۰۰۹)

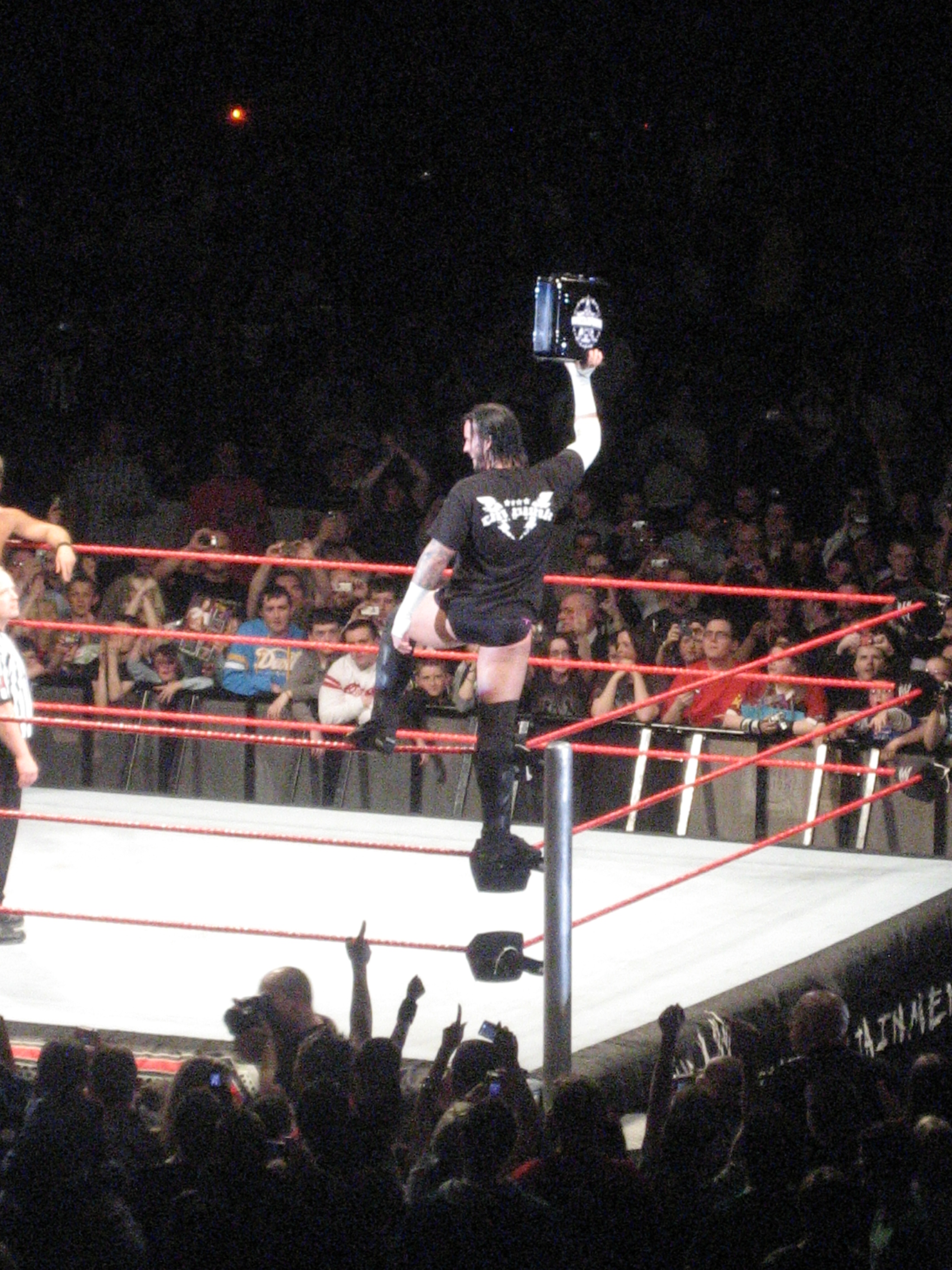
سی‌ام پانک به‌عنوان آقای مانی این د بنک

رسلمنیای ۲۴، سی‌ام پانک بازی مانی این د بنک نردبانی را برای اولین بار برنده شد.
در ۲۳ ژوئن ۲۰۰۸ او به برند راء منتقل شد. سی‌ام پانک در اولین شب حضورش در راء درخشید و پس از اینکه باتیستا، اج را که در آن زمان قهرمان سنگین‌وزن جهان بود را زده و او را وسط رینگ رها کرده بود سی‌ام پانک از فرصت استفاده کرد و کیف خود را به اصطلاح نقد کرد و با یک داور به داخل رینگ آمده و پس زدن جی تی اس (حرکت پایانی و مخصوص خودش) او را پین کرده و قهرمان جدید قهرمانی سنگین‌وزن شد و در همان شب مقابل جی بی ال از کمربندش دفاع کرد. سی‌ام پانک اسلمی اواردز «لحظه خدای من» در همان سال را برای بردن اج در آن شرایط برد. سی‌ام پانک تا آنفورگیون ۲۰۰۸ از عنوانش دفاع کرد تا زمانی که گروه لگاسی به او حمله کردند و رندی اورتن لگدی به سر او زد که او مصدوم شد و نتوانست در بازی شرکت کند و کریس جریکو جایگزین او شد و بازی و کمربند را برد و سی‌ام پانک بعداً نتوانست کمربند را پس بگیرد.

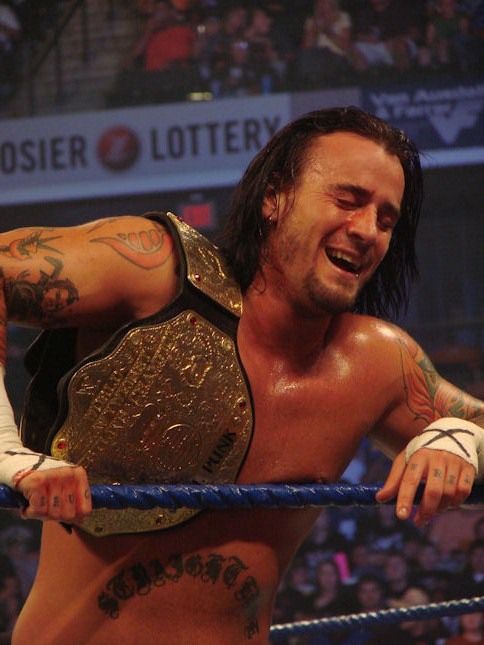
سی‌ام پانک به عنوان قهرمان سنگین‌وزن جهان در سامر اسلم

 اکتبر و دسامبر ۲۰۰۸، او در تورنمنتی برای عنوان قهرمانی بین قاره‌ای شرکت کرد که تونست پس از بردن ری میستریو، در پایان قهرمان جدید کمربند شود که البته آن را به جی بی ال واگذار کرد. در رسلمنیا ۲۵، او برای بار دوم موفق به پیروزی در مسابقه مانی این د بنک شد. در ۱۳ آوریل ۲۰۰۹ در حین انتقالات سالانه کمپانی، سی‌ام پانک از راء به اسمک داون انتقال یافت. در پایان اکستریم رولز ۲۰۰۹، مانی این د بنک خود را نقد کرد و کمربند را از جف هاردی پس گرفت. این شروع درگیری‌های سی‌ام پانک با هاردی بود که او را رسماً به یک چهره منفور نزد هواداران تبدیل می‌کرد. سی‌ام پانک در نایت آو چمپیونز کمربند را به هاردی واگذار کرد ولی در اسمک داون دوباره آن را پس گرفت و توسط آندرتیکر مورد حمله قرار گرفت. در تاریخ ۲۸ اوت، سی‌ام پانک پیشنهادی به هاردی داد و هاردی قبول کرد که بازنده بازی استیل کیج آن‌ها در اسمک داون، باید دبلیودبلیوای را ترک کند که سی‌ام پانک آن بازی را برد و جف هاردی کمپانی را ترک کرد. این حرکت باعث شد او دومین اسلمی اواردز با عنوان «تکان‌دهنده سال» را ازآن خود کند.
در هل این ا سل ۲۰۰۹ آندرتیکر، سی‌ام پانک را شکست داد تا قهرمان جدید شود.

#### جامعه استریت اج‌ها و نکسز جدید (۲۰۰۹–۲۰۱۰)
در روز ۲۰ نوامبر در اسمک داون او گفت: فستوس که قبلاً مانند بیماران روانی بوده، پس از گرایشش به فرهنگ استرایت اج شفا یافته و خود را مانند یک نجات دهنده، همانند مسیح نشان می‌داد که می‌خواست جمعیت را از ضعیف بودن در مقابل الکل و سیگار نجات دهد. در همین مواقع او سر سرینا که یک دختر از جمعیت تماشاگر بود را وسط رینگ تراشید و او را به جامعه استرایت اج‌ها (به انگلیسی: Straight Edge Society) آورد.
در این دوران بود که سی‌ام پانک با ری میستریو وارد داستانهایی شد که سرانجام سی‌ام پانک پس از شکست مقابل میستریو مجبور شد قبول کند که او سرش را بتراشد. بعد از این اتفاقات جامعه استریت اج‌ها از هم پاشید.

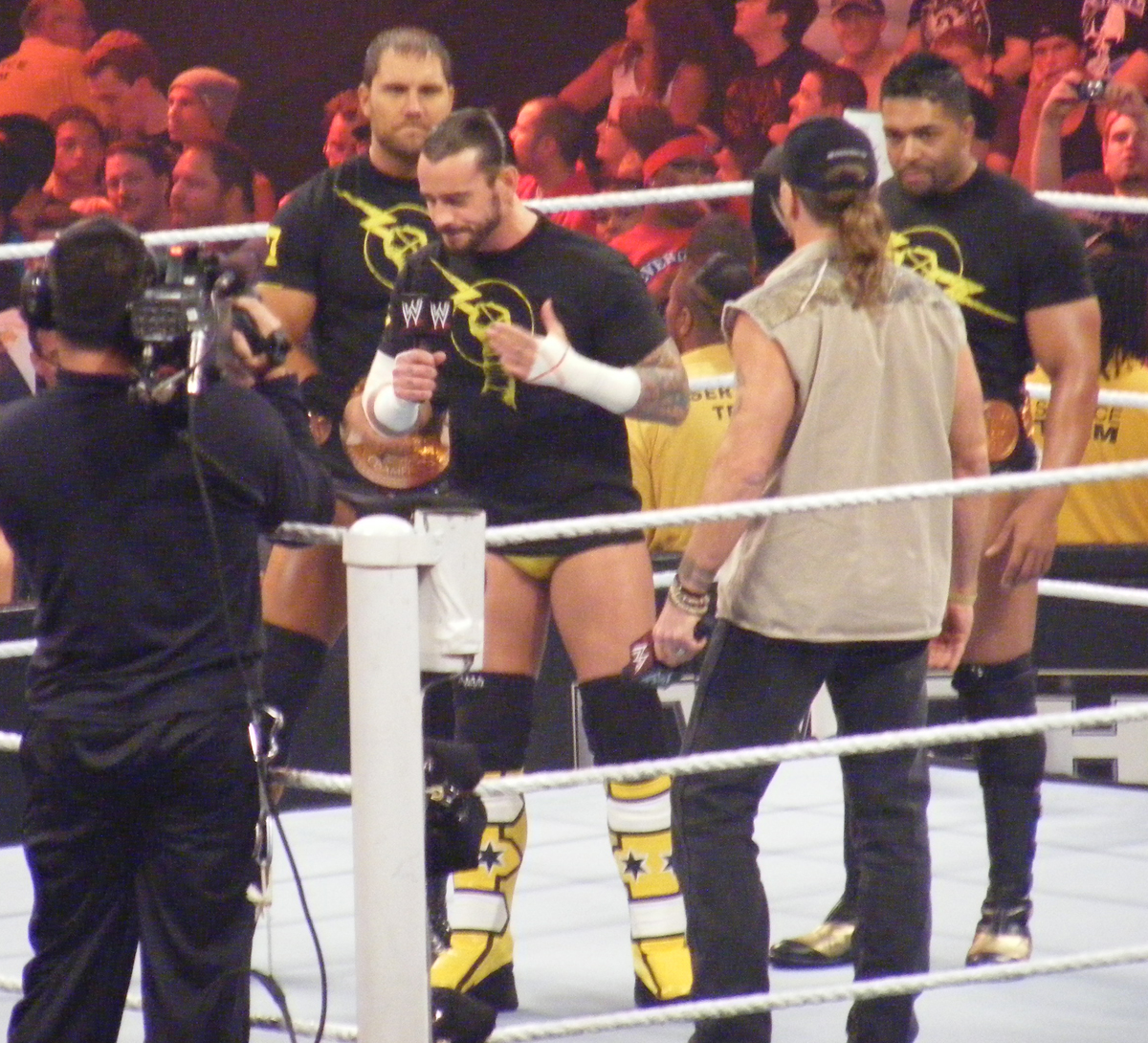
سی‌ام پانک به عنوان رهبر نکسز جدید

در ۱۱ اکتبر ۲۰۱۰ او دوباره به راء بازگشت، پس از آنکه جایش را با اج عوض کرد. در برگینگ رایتس او مصدوم شد و نتوانست کشتی بگیرد. و برای اینکه به حضورش ادامه دهد به کار گزارش بازی‌ها می‌پرداخت. در اواخر دسامبر او به جان سینا حمله کرد، به خاطر اینکه بعداً گفت که به نکسز پیوسته‌است. در رستلمنیای ۲۷ او از رندی اورتن شکست می‌خورد. در ژوئن، بعد از اینکه در یک هفته جان سینا و ری میستریو و آلبرتو دل ریو را شکست داد و مدعی شماره یک کمربند شد گفت که قراردادش با دبلیودبلیوای در پایان شب مانی این د بنک ۲۰۱۱ به پایان می‌رسد و قول می‌دهد کمپانی را با بردن کمربند دبلیودبلیوای ترک کند. پس از اینکه استوری او با سینا آغاز شد، سی‌ام پانک که به عنوان رهبر نکسز جدید جایگزین وید برت شده بود از نکسز کناره‌گیری کرد و گروه نکسز نیز خود به خود منحل شد.

#### قهرمانی دبلیودبلیوای (۲۰۱۳–۲۰۱۱)

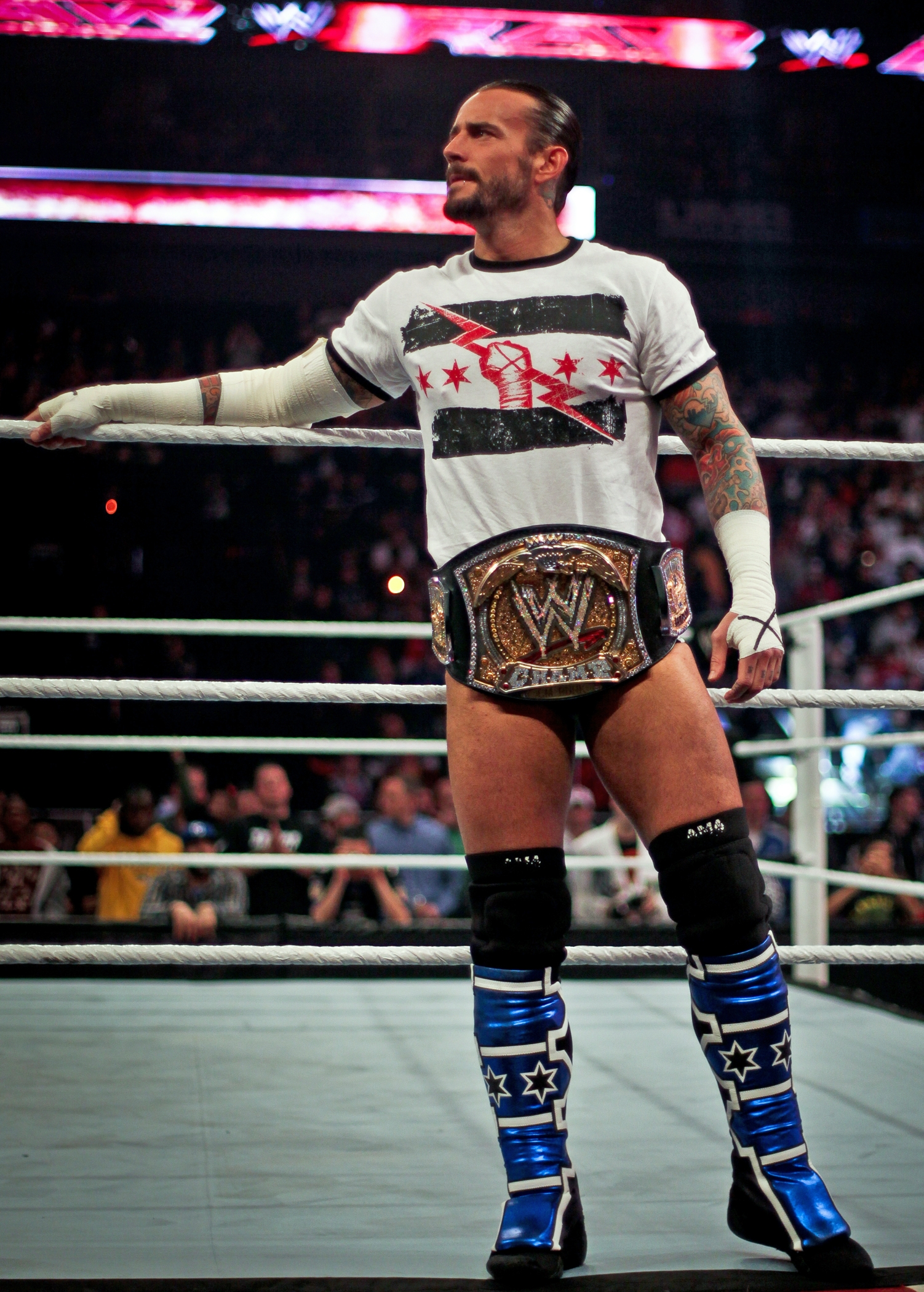
سی‌ام پانک به عنوان قهرمان دبلیودبلیوای

پس از سخنرانی ای که دربارهٔ کار کمپانی و صاحبش وینس مک‌ماهون انجام داد، از شوهای تلویزیونی دبلیودبلیوای معلق شد. ولی با اصرار جان سینا به وضعیت سابق درآمد. دو هفته بعد در مانی این د بنک، سی‌ام پانک جان سینا را شکست می‌دهد تا قهرمان جدید دبلیودبلیوای شود. در خلال بازی او (به عنوان یک فرد معترض به شخصیت کلیشه‌ای و همیشه محبوب و قهرمان سینا) طرفداران بسیاری در جمعیت شیکاگو داشت که او را از شخصیت منفور به محبوب تبدیل کرده بود. مکمن خواست قضیه برت هارت را تکرار کند اما سینا نگذاشت. او حتی از دل ریو خواست که مانی این د بنکش را که در همان شب برده بود را نقد کند ولی سی‌ام پانک او را زد و نتوانست این کار را بکند. در پایان سی‌ام پانک از درون جمعیت شیکاگو با کمربند سالن را ترک کرد. بخاطر اینکه قرارداد او به پایان رسیده بود و کمربند دبلیودبلیوای به حالت خالی درآمد درحالی که کمربند به صورت فیزیکی هنوز دست سی‌ام پانک بود ولی قرار داد او با دبلیودبلیوای تمدید شد و در بازی با جان سینا در سامراسلم با اشتباه داور که تریپل اچ بود او پیروز و قهرمان جدید شد. اما بعد از چند ثانیه آلبرتو دلریو کیف مانی این د بانک را نقد کرد و قهرمان جدید دبلیودبلیوای شد. آلبرتو دلریو با جان سینا درگیری‌هایی داشت و بعد کمربند را مقابل سی‌ام پانک باخت. اما بعد سی‌ام پانک در یک مسابقهٔ ۳ حالتی در ابتدا جک سوآگر را برد بعد به دالف زیگلر باخت و دالف زیگلر نامبر وان کنتندر شد. در هفتهٔ بعد سی‌ام پانک با دخالت جنرال منجر موقت راء، بازی را واگذار کرد و کمربند را از دست داد. او در رویال رامبل ۲۰۱۲ با شکست دالف زیگلر، قهرمانی خود را حفظ کرد و در هفته‌های بعدی به استوری خود با زیگلر و جان لورنایتس (جنرال منجر راء) پایان داد.
قبل از برگزاری رسلمنیا ۲۸، کریس جریکو که به تازگی به دبلیودبلیوای بازگشته بود خیلی زود با سی‌ام پانک وارد استوری شد. در طول این استوری اتفاقات جالب و عجیبی رخ داد که در اکثر هفته‌ها کریس، سی‌ام پانک را مغلوب می‌کرد. کریس جریکو در نمایش‌های هفتگی به شدت سی‌ام پانک را تحقیر کرد و جملاتی نظیر اینها را به سی‌ام پانک گفت: «پدر تو یک الکلی بوده و بخاطر اینکه همیشه مست بوده تورا کتک می‌زده و تو بخاطر تنفر بهش الآن یک استرایت اج هستی یا خواهرت معتاد به مواد مخدر بوده و…» جریکو به شدت سی‌ام پانک را مورد تحریک روانی قرار می‌دهد و خواستار بازگشت لقب «بهترین در جهان» می‌باشد تا اینکه سرانجام در رسلمنیا ۲۸ این امر میسر نمی‌شود. با وجود اینکه قبل از شروع مسابقه، جان لورنایتس قانون دی کیو را کاملاً علیه سی‌ام پانک قرار داد و جریکو بارها سعی داشت با تحریک سی‌ام پانک باعث شود که او این قانون را زیر پا بگذارد، اما سرانجام سی‌ام پانک، جریکو را وادار به تسلیم شدن می‌کند و همچنان قهرمان باقی می‌ماند. بعد از رسلمنیا نیز درگیری آن‌ها ادامه پیدا می‌کند و در اکستریم رولز ۲۰۱۲، جریکو بار دیگر شانسش را برای قهرمانی و اینبار در یک مبارزه استریت فایت، مقابل دیدگان خواهر سی‌ام پانک امتحان می‌کند که باز هم موفق نیست و سی‌ام پانک کمربند قهرمانی خود را همچنان حفظ می‌کند.
در اور در لیمیت ۲۰۱۲ سی‌ام پانک با دنیل برایان وارد مبارزه می‌شود. در پایان این دیدار، دنیل برایان قفل خود (Yes Lock) را اجرا کرد اما در برگشت سی‌ام پانک با یک بدل او را پین می‌کند و پیروز میدان می‌شود. (بعد از بازی، برایان به داور اعتراض می‌کند). استوری سی‌ام پانک با برایان به همین‌جا ختم نمی‌شود اما سی‌ام پانک با کین هم درگیری را آغاز می‌کند. در اسمکدان ۱ ژوئن، مسابقه کین و سی‌ام پانک با دخالت دنیل برایان بی‌نتیجه می‌ماند. (لازم است ذکر شود که بعد از این مسابقه، ای جی دوست دختر اسبق برایان به هردو استار، ابراز محبت می‌کند!) این استوری یک مسابقه سه نفره را در نو وی آوت پدیدمی‌آورد که سی‌ام پانک از عنوان قهرمانی اش دفاع می‌کند (پس از آنکه‌ای جی حواس کین را پرت کرد).
درمانی این د بانک ۲۰۱۲ هم سی‌ام پانک در یک مسابقه بدون دی کیو از سد دنیل برایان گذشت در حالی که ای جی داوری این مسابقه را بر عهده داشت.

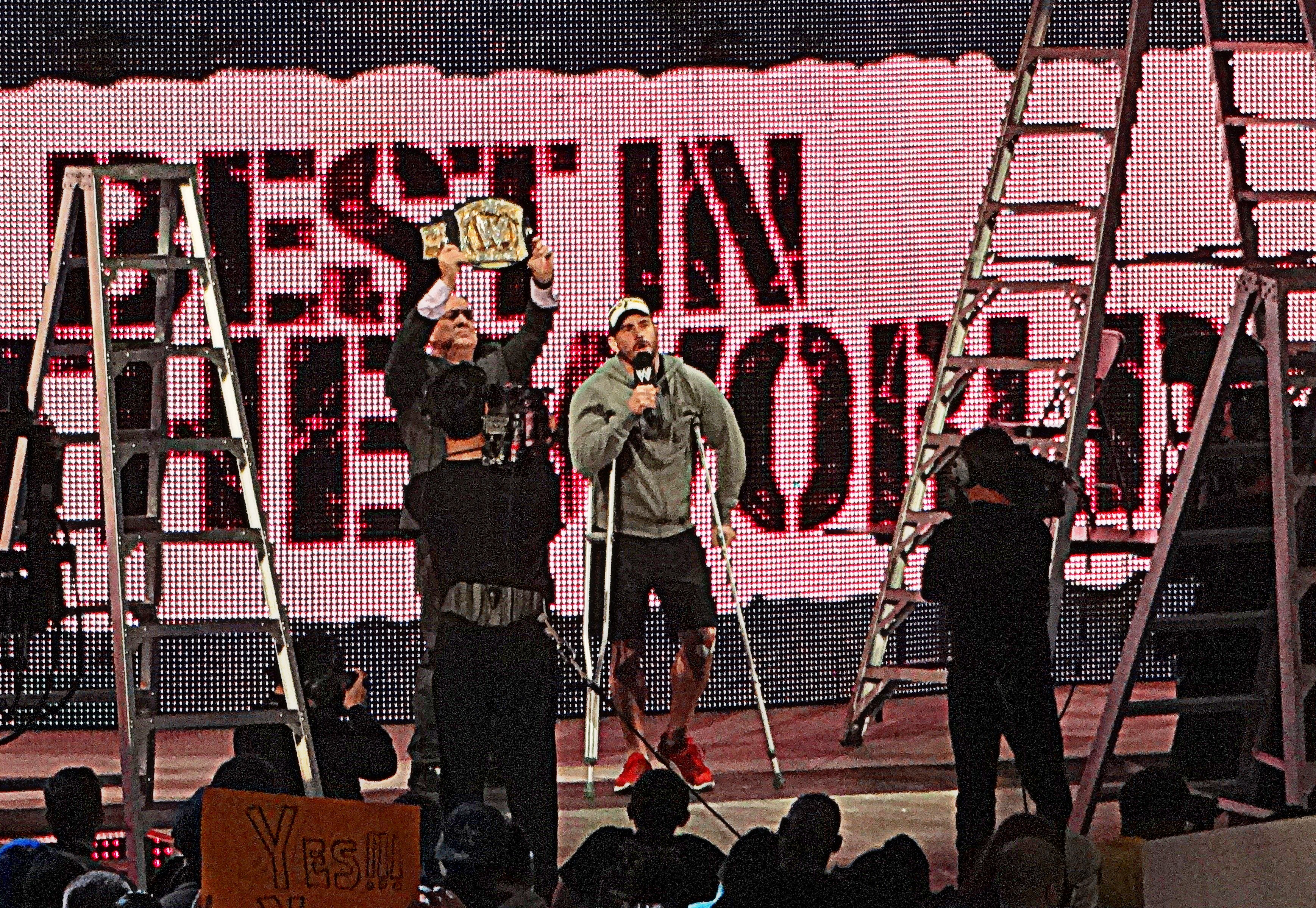
سی‌ام پانک و پائول هیمن

در هزارمین رویداد راء، مسابقه "قهرمان" سی‌ام پانک و "آقای مانی این د بانک ۲۰۱۲" جان سینا با دخالت بیگ شو به جایی نرسید. مهمان ویژه شب، راک در همان شب سی‌ام پانک را به مبارزه در رویال رامبل دعوت می‌کند و سی‌ام پانک با حمله ناگهانی به وی به شخصیت هیل (منفور) تبدیل شد. در هفته‌های بعدی، سی‌ام پانک یک استوری بسیار ساده را با جان سینا و بیگ شو آغاز می‌کند و در سامراسلم ۲۰۱۲ موفق به حفظ کمربند خود در یک مسابقه سه نفره می‌شود. پس از آن در هفته آینده ما شاهد اتفاقاتی نظیر درگیری سی‌ام پانک با جری لاوgر و توهین او به هواداران) و ای‌جی لی و همچنین حضور پائول هیمن در کنار سی‌ام پانک به عنوان جنرال منجر (مدیر) در ادامه استوری او با سینا بودیم. در نایت آو چمپیونز ۲۰۱۲ سی‌ام پانک از عنوان قهرمانی خود مقابل جان سینا دفاع کرد. پس از آن سی‌ام پانک تمایل بسیاری برای رویارویی دوباره با سینا داشت (این در حالیست که دست سینا مصدوم است) و همه چیز رو به تدارک مسابقهٔ دیگری بین سینا و سی‌ام پانک است اما در سرانجام وینس مکمن، رای بک را به عنوان حریف سی‌ام پانک در هل این ا سل ۲۰۱۲ برمی‌گزیند.
در ۲۸ اکتبر در پی–پر–ویو، سی‌ام پانک با شکست رای بک همچنان قهرمان باقی می‌ماند. شب بعد در راء، ابتدا قرار بر آن شد که تیم سی‌ام پانک متشکل از خود سی‌ام پانک، آلبرتو دل ریو، کودی رودز، دمین سندو و د میز برابر تیم میک فولی در یک مسابقه ۵دربرابر۵ در سوروایور سریز قرار بگیرد اما در راء ۵ اکتبر، جای سی‌ام پانک با دالف زیگلر عوض می‌شود و وینس مکمن اعلام می‌کند که سی‌ام پانک در یک مسابقه سه نفره باید از عنوان قهرمانی خودش مقابل جان سینا و رای بک دفاع کند. در پی پر ویو سوروایور سریز ۲۰۱۲ سی‌ام پانک، سینا را پین کرده و پیروز میدان می‌شود و سی‌ام پانک موفق به حفظ عنوان قهرمانی دبلیودبلیوای برای یک سال کامل می‌شود! به تاریخ ۳ دسامبر در رویداد راء، سی‌ام پانک در پی درگیری خشونت‌آمیز که با رای بک داشت از ناحیه زانو دچار مصدومیتی جزئی شد و روز بعد برای ترمیم پارگی منیسک خود زیر تیغ جراحی رفت و این امر مسابقه او با رای بک در تی ال سی ۲۰۱۲ را لغو کرد. با وجود این مصدومیت، در تاریخ ۵ دسامبر ۲۰۱۲ سی‌ام پانک به عنوان طولانی‌ترین نگهدارنده کمربند دبلیودبلیوای دست پیدا می‌کند. این در حالی است که پیش از جان سینا با حفظ ۳۸۰ روز عنوان قهرمانی در رتبه دوم و سی‌ام پانک با حفظ این کمربند به مدت ۴۳۴ روز در جایگاه اول قرار داشت تا اینکه براک لزنر این رکورد را با قهرمانی طولانی مدت یونیورسال شکست. سی‌ام پانک در رویال رامبل ۲۰۱۳از راک شکست خورد و کمربند اش را از دست داد، وی مسابقهٔ ریمچ اش را در المیشن چمپر برگزار کرد که راک در ان مسابقه پیروز شد.

#### آخرین دشمنی‌ها و بازنشستگی ناگهانی (۲۰۱۳–۲۰۱۴)
سی‌ام پانک در یکی از شب‌های راو با جان سینا برای برای مسابقه با راک در رسلمنیا مسابقه داد که به شکست او منجر شد. یک ماه قبل از رسلمنیا سی‌ام پانک در یک مسابقه چهار نفره با بیگ شو، شیمس ورندی روبه رو شد که پیروز شد و قرار شد با اندرتیکر مسابقه دهد و سرانجام او در رسلمنیا از اندرتیکر شکست خورد و اندرتیکر برای بیست ویکمین بار در رسلمنیا پیروز شد.
بعد از مدتی سی‌ام پانک از میدان‌ها دور بود تا این‌که کریس جریکو او را برای Payback چلنج کرد تا Best In The World واقعی را به مردم نشان دهند. این مسابقه در شیکاگو محل زندگی سی‌ام پانک برگزار شد و سی‌ام پانک با شکست دادن کریس جریکو به میدان‌ها بازگشت. در شو راو شب بعد، بعد از شکست دادن قهرمان سنگین‌وزن آلبرتو دلریو با حملهٔ براک لزنر روبرو شد. هفتهٔ بعد در راو از منیجر براک لسنر (پول هیمن) پرسید که دستور او برای حمله بی سی‌ام پانک بوده که پول هیمن جواب منفی داد. جنرال منیجر راو ویکی گوئررو مسابقه لدر مچ بر سر کیف مانی این د بنک راو رو ثبت کرد با افرادی مثل: شیمس-کریسچن-راب ون دم-سی‌ام پانک-دنیل برایان-رندی اورتن. در اواسط بازی لدر مچ کرتیس اکسل (Curtis Axel) موکّل جدید پال هیمن در بازی دخالت کرد و مانع برد دنیل بریان شد و سپس از سی‌ام پانک GTS را دریافت کرد و پس از ان پال هیمن در بازی دخالت کرد و موجب باخت سی‌ام پانک و از بین رفتن دوستی سالانهٔ آنان شد. در راو Paul Heyman آمد و به سی‌ام سی‌ام پانک گفت که نمی‌تواند براک لزنر را شکست بده. سپس براک لزنر وارد شد و ضمن درگیری با سی‌ام پانک، یک F-5 روی او انجام داد. در اسمک‌داون سی‌ام پانک درخواست یک بازی بین خود و لزنر را داد بازی ای که بعدها از آن به عنوان مسابقه بهترین (The Best) علیه دیو (The Beast) یاد شد. در سامراسلم گرچه سی‌ام پانک علیه لزنر عملکردی خیره‌کننده نشان داد ولی این لزنر بود که با کمک پاول هیمن سی‌ام پانک را شکست داد. درگیری بین سی‌ام پانک و هیمن تمام نشد و این بار Curtis Axel از Paul Heyman دفاع می‌کرد و قرار شد در Night Of Champions سی‌ام پانک در مقابل Curtis Axel و Paul Heyman در یک بازی هدنیکپ یک به دو قرار گیرد و اگر Paul Heyman و Curtis Axel ببازند هیمن باید از کمپانی برود اما در Night Of Champions پاول پال هیمن موفق شد مسابقه را ببرد و (اگرچه سی‌ام پانک اکسل را حذف کرد و ضرباتی به پال هیمن زد) رایبک دخالت کرد و هیمن برد. سی‌ام پانک درخواست مسابقه در Battleground با رایبک کرد پاول پال هیمن خواست با چوب ضربه غیرقانونی به سی‌ام پانک بزند اما حواس داور پرت شد و سی‌ام پانک با زدن ضربه غیرقانونی به رایبک برد.
در راو بعد از باتل گروند رایبک درخواست مسابقه در Hell In a Cell کرد و سی‌ام پانک نیز قبول کرد. در راو پا. ول پال هیمن درخواست کرد که مسابقه مسابقه نابرابر ۲ به ۱ رایبک و اکسل در مقابل سی‌ام پانک را کرد اما مسابقه ساعتی بین سی‌ام پانک و اکسل و رایبک با ارتروت برگزار شد که سی‌ام پانک زودتر اکسل را شکست داد و درخواست مسابقه نابرابر ۲ به ۱ جهنم در قفس بین خودش و رایبک و پُل هیمن را کرد و مسابقه ثبت شد. در جهنم در قفس سی‌ام پانک رایبک را شکست داد و به پال هیمن GTS زد. در راو بعد از جهنم در قفس او مورد حمله وایت فامیلی قرار گرفت در راو هفته بعد وایت فامیلی می‌خواستند به دنیل براین حمله کنند که سی‌ام پانک به کمک او آمد و در Survivor Series مسابقه تیمی بین سی‌ام پانک و دنیل براین مقابل وایت فامیلی (اریک روانو لو هارپر) ثبت شد. سی‌ام پانک و دنیل براین مقابل خانواده وایت (لوک هارپر و اِریک رووان) (با همراهی بری وایت) به پیروزی رسیدند. شب بعد در راو، پس از اینکه سی‌ام پانک و دنیل براین مقابل هر سه عضو خانواده وایت (بری وایت، لوک هارپر و اریک رووان) با تسلیم پیروز شدند و خانواده وایت براین را با خود بردند، گروه شیلد به سی‌ام پانک حمله کرد. در قسمت ۲ دسامبر راو، سی‌ام پانک دلیل حمله شیلد به خود را تریپل اچ می‌دانست؛ او معتقد بود که اظهاراتش در مورد «رؤسا» دلیل دستور اچ مبنی بر حمله شیلد به او بوده‌است. بعد از اینکه استفنی مک‌ماهون این اظهارات را برنتابید، مدیر عملیاتی دبلیودبلیوئی یعنی کین هم وارد صحنه شد تا از رؤسا حمایت کند، و بعد از اینکه او هم توسط سی‌ام پانک مورد تمسخر واقع شد اعلام کرد که سی‌ام پانک در تی‌ال‌سی در یک مسابقه با آوانس سه به تک، مقابل هر سه عضو گروه شیلد قرار خواهد گرفت. اینبار هم سی‌ام پانک مقابل گروه شیلد (دین امبروز، سث رالینز و رومن رینز) پیروز شد.
سی‌ام پانک و کین که باهم مشکل پیدا کرده بودند بخاطر اینکه سی‌ام پانک، کین را خودفروخته به رؤسا(تریپل اچ و استفنی مک‌ماهون) می‌دانست و می‌گفت آن‌ها دستور می‌دهند که شیلد به سی‌ام پانک حمله کند چون سی‌ام پانک همیشه شخصی مخالف با وینس مک‌ماهون و تریپل اچ بوده‌است. سی‌ام پانک آن‌ها را ترسو خواند؛ از طرف دیگر کین می‌گفت رؤسا نقشی در حملات شیلد به سی‌ام پانک ندارند؛ کین برای تلافی در راو ۲۰ ژانویه اعلام کرد که سی‌ام پانک اولین نفری خواهد بود که در پی‌پرویو بعدی یعنی رویال رامبل وارد رامبل ۳۰ نفره می‌شود. روز مسابقه رامبل فرا رسید؛ سی‌ام پانک به عنوان نفر اول وارد شد چند نفر دیگر هم وارد شدند که ناگهان خود کین هم وارد میدان شد اما سی‌ام پانک به راحتی او را از رینگ بیرون انداخت؛ ولی کین که باخته بود، با این حال با حرکتی غیرقانونی از بیرون رینگ، سی‌ام پانک را به بیرون رینگ کشید تا سی‌ام پانک هم بازنده شود.

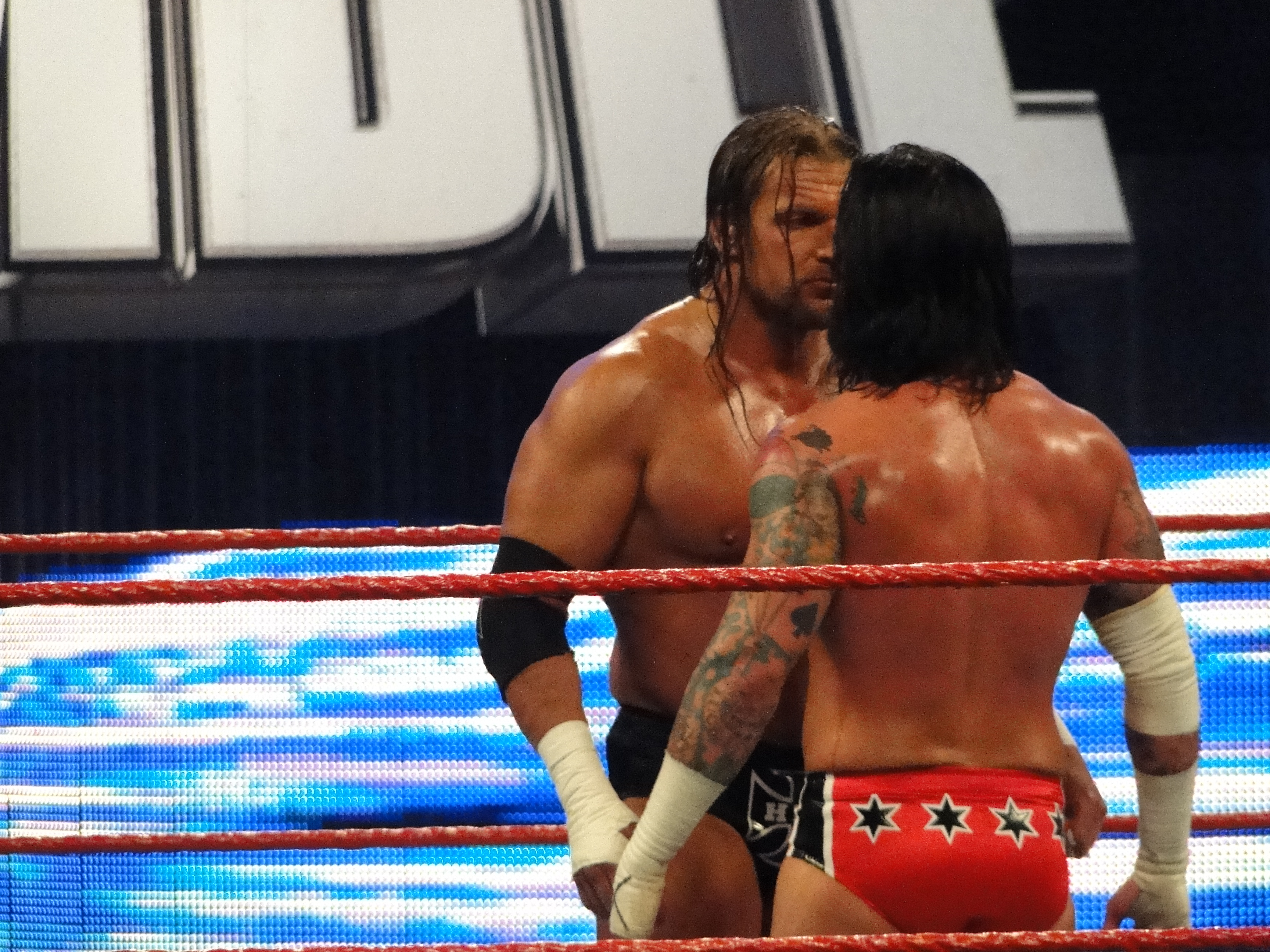
تریپل اچ و سی‌ام پانک

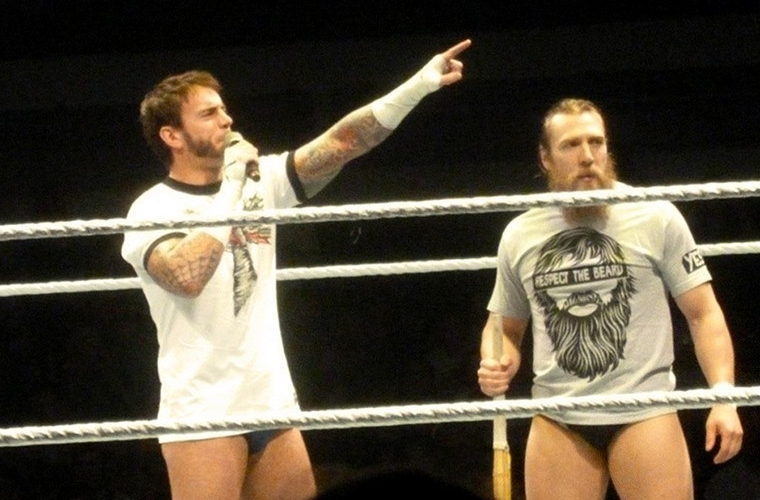
دنیل براین و سی‌ام پانک

پس از آن شب، سی‌ام پانک در راو حضور نیافت و حتی اسمش هم در برنامه آورده نشد. علی‌رغم تبلیغات انجام شده در روز سه‌شنبه مبنی بر حضور وی در اسمک‌داون، سی‌ام پانک حتی در اسمک‌داون هم مقابل تماشاگران حضور نیافت. روز چهارشنبه سایت دبلیودبلیوای هرگونه تبلیغات مبنی بر حضور سی‌ام پانک در ایوِنت‌های بعدی را لغو کرد. سی‌ام پانک بعد از اینکه به وینس مک‌من اطلاع داد که دارد «به خانه بازمی‌گردد» به صورت حقیقی از دبلیودبلیوئی خارج شد. در ۲۰ فوریه، وینس مک‌من در یک کنفرانس تلفنی اعلام کرد که سی‌ام پانک «به یک مرخصی دوماهه تا یک ساله رفته‌است».

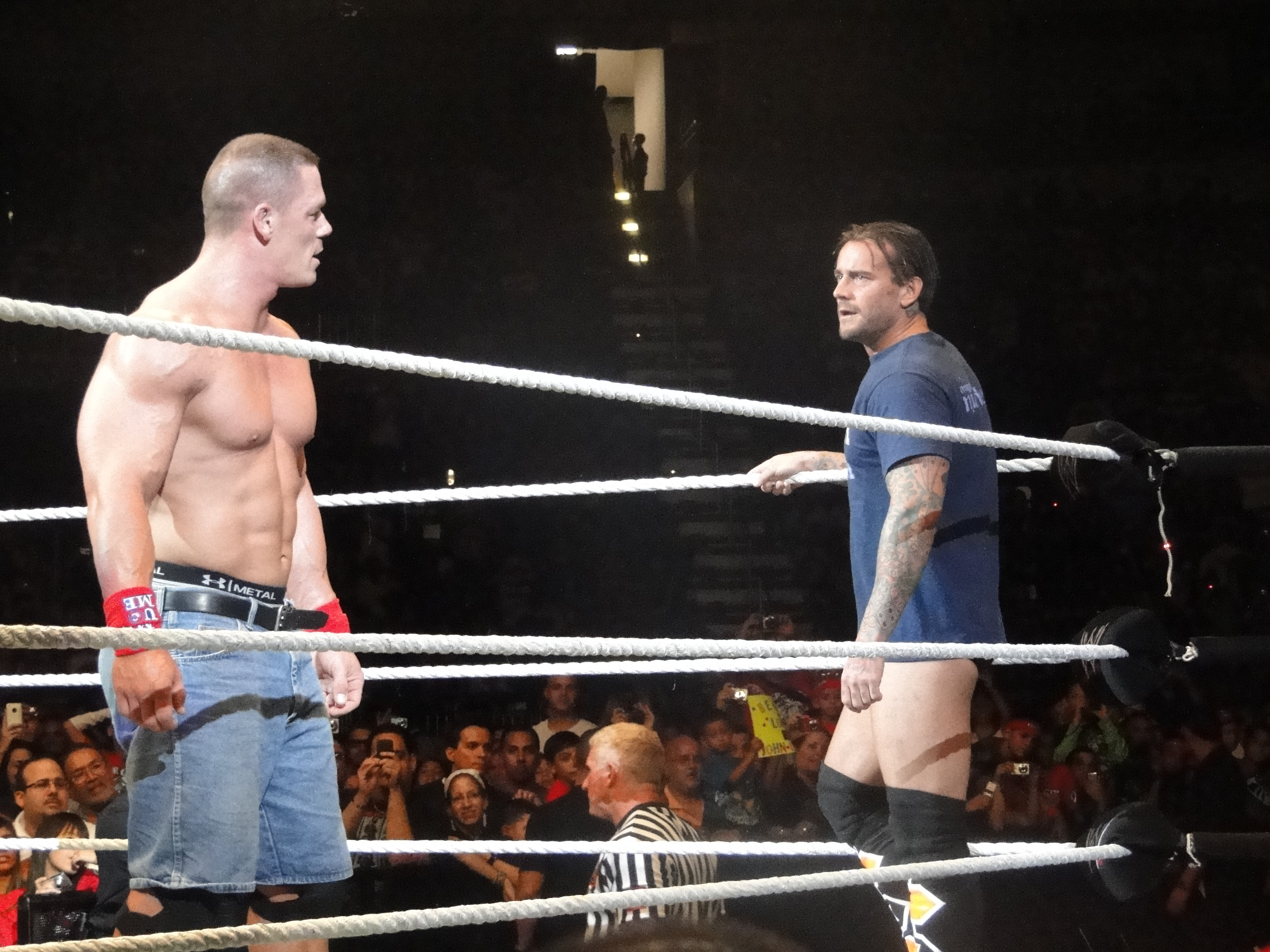
جان سینا و سی‌ام پانک

بعد از هفته‌ها سرداده شدن فریاد «سی‌ام سی‌ام پانک» از سوی تماشاگران در برنامه‌های مختلف دبلیودبلیوئی، سرانجام کمپانی اولین واکنش خود در مورد او را انجام داد، به این صورت که در ابتدای راو ۳ مارس، آهنگ ورودی سی‌ام پانک را پخش کرد ولی به جای خود سی‌ام پانک، مدیر برنامه سابق وی یعنی پُل هیمن وارد رینگ شد و اعلام کرد که سی‌ام پانک در آن شب در ورزشگاه حضور ندارد. سی‌ام پانک تا آخر راو آن شب هم در آن حضور پیدا نکرد.
سی‌ام پانک بعد از خروج از دبلیودبلیوئی، اولین حضور رسانه‌ای رسمی خودش را در برنامه تاکینگ دِد داشت که در آنجا هم دربارهٔ کمپانی یا بازگشت به آن هیچ گونه صحبتی نکرد؛ حتی مجری نام اصلی او را صدا می‌زد (فیل).
در ۲۹ می ۲۰۱۴ طی مصاحبه‌ای، سی‌ام پانک رسماً اعلام بازنشستگی کرد. از او سؤال شد که "بازنشستگی در سن ۳۵ چه حسی دارد؟" و او پاسخ داد: "حس خوبی دارد". در پی-پر-ویو پی‌بک (۲۰۱۴) به‌تاریخ ۱ ژوئن، که در شهر محل زندگی سی‌ام سی‌ام پانک یعنی شیکاگو برگزار می‌شد، استفنی مک‌ماهون در برابر خیل تماشاگران که نام سی‌ام پانک را فریاد می‌زدند، با اشاره به خروج و اعلام بازنشستگی سی‌ام پانک، به حضور نداشتن او در آن شب در پی‌بک و شیکاگو صحه گذاشت. همچنین پُل هیمن در همان شب گفت سی‌ام پانک در پی-پر-ویو حضور
ندارد و به‌جای آن در ورزشگاه یونایتِد سِنتِر مشغول تماشای بازی تیم شیکاگو بلک‌هاوکس و اِل‌اِی کینگز است و منتظر باخت تیم بلک‌هاوکس است که همین‌طور هم شد و تیم هاوکس آن شب باخت.
سی‌ام پانک طی مصاحبه‌ای در اواخر ژوئیه ۲۰۱۴ اظهار داشت: «هیچ‌وقت، هرگز هرگز به دبلیودبلیوئی باز نخواهم گشت».

## نتایج سی ام پانک در پی پی ویها
سی‌ام پانک مجموعاً ۳۶ پیروزی و ۴۵ شکست در پی پی ویها دارد.

### حضورها پس از بازنشستگی
در ۱۹ آوریل ۲۰۱۹، پانک با ماسک ناگهان وارد یک مسابقه در ایندیپندنت سرکیت شد و با زدن حرکت تمام‌کننده خودش یعنی جی‌تی‌اِس (Go To Sleep) بر روی سیلاس یانگ، به ایس استیل کمک کرد تا پیروز مسابقه شود. درحالی‌که مالک آن پروموشن یعنی سیلاس یانگ اعلام کرد که آن فرد پانک بوده، خود پانک هیچ اظهار نظری دربارهٔ آن نکرد.

## یواف‌سی
سی‌ام پانک بعد از بازنشستگی از کشتی حرفه‌ای، قراردادی با یواف‌سی امضا کرد و در روز ۱۰ سپتامبر ۲۰۱۶ (۲۰ شهریور ۱۳۹۵) اولین فایتش در شوء یواف‌سی۲۰۳ را با میکی‌گال انجام داد که در راند اول با سابمیشن شکست خورد.
او پس از این به مدت دو سال از مسابقات یو اف سی دور ماند و در این مدت به تمرینات خود برای فایت بعدی پرداخت.
سرانجام فایت دوم او برای UFC225 که در شهر مادری او یعنی شیکاگو برگزار می‌شد، تأیید شد. حریف او در این فایت مایک جکسون بود که او هم در فایت اولش به میکی گال باخته بود. دانا وایت رئیس UFC اعلام کرد که اگر پانک این فایت را شکست بخورد باید UFC را ترک کند.
سی‌ام پانک در فایت دومش عملکرد بهتری را به نمایش گذاشت و توانست که در هر سه راند مقابل جکسون مقاومت کند، اما در نهایت با رأی داوران به عنوان بازنده فایت اعلام شد.
پس از این مبارزه، دانا وایت مایک جکسون را به دلیل رویکرد تحقیرآمیزش در مبارزه با سی‌ام پانک، او را اخراج کرد و اعلام نمود که پانک می‌تواند در یو اف سی بماند.

## رسانه‌ها

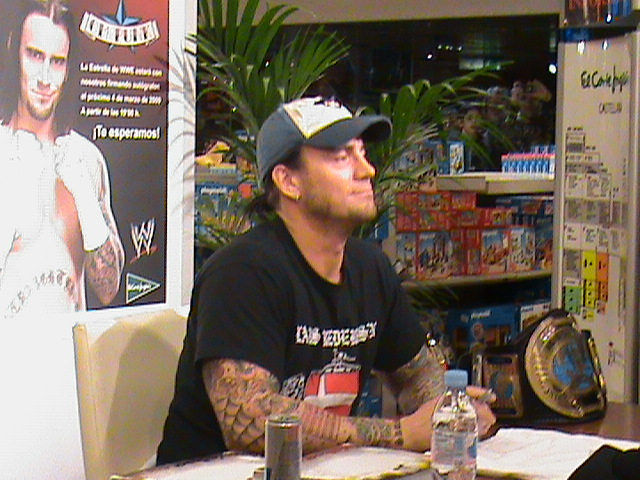
سی‌ام پانک به‌عنوان قهرمان کمربند بین‌قاره‌ای در مراسمی در مادرید، اسپانیا

در ۱۵ اوت ۲۰۱۶، کمپانی یواف‌سی مستندی ۴ قسمتی برای سی‌ام پانک به نام Evolution Of Punk (تحول سی‌ام پانک) پخش کرد که زندگی سی‌ام پانک در ۲ سال پس از خروج از کشتی‌کج را توضیح می‌دهد.

## زندگی شخصی
بروکز ملحد و گیاه‌خوار است. او طرفدار دو آتیشه تیم هاکی شیکاگو بلک هاوکز است. در اوقات فراغتش کتاب‌های کمیک جمع‌آوری کرده و مطالعه می‌کند. او دوست نزدیک کلت کابانای کشتی‌گیر است.
او که خود در دنیای واقعی یک استریت اج محسوب می‌شود همواره در شخصیت کشتی اش چه در مواقعی که چهره محبوب یا منفور باشد در گفتگوها به ترک نوشیدنی‌های الکلی و سیگار اشاره می‌کند که در هر کدام از دو مواقع ویژگی‌های متفاوتی از این فرهنگ را نمایش داده و واکنش‌های متفاوتی از جمعیت دریافت می‌کند.
در مدت کار در «رینگ آو آنر» رابطه‌ای با شانون اسپوایل و تریسی بروک شاو داشت. بعد از رفتن به او وی دبلیو، شروع به قرار گذاشتن با ماریا کانلیس کرد. اما وقتی سی‌ام پانک به دبلیودبلیوای و برند ای‌سی‌دبلیو رفت از هم جدا شدند. سی‌ام پانک بعد از آن برای بیش از یک سال با «ایمی دوماس» (لیتا) رابطه داشت. در مارس ۲۰۱۰ مت هاردی اعلام کرد این دو دیگر با هم نیستند. در نوامبر ۲۰۱۱ در مصاحبه‌ای مجله ماکسیم اعلام کرد سی‌ام پانک با دیوای سابق، بث فینیکس رابطه دارد. در آوریل ۲۰۱۳ اعلام شد سی‌ام پانک و لیتا دوباره پیش هم برگشته‌اند. اما در ادامه همین سال رابطه‌شان را تمام کردند. در دسامبر ۲۰۱۳ هم گزارش شد سی‌ام پانک اخیراً در رابطه‌ای با ای‌جی لی قرار دارد. بعدتر خبر نامزدی آن دو پخش شد و در تاریخ ۱۷ می ۲۰۱۴ هم سی‌ام پانک اعلام کرد که در ماه ژوئن با اِی‌جِی ازدواج خواهد کرد. سی‌ام پانک و ای‌جی در ۱۳ ژوئن ۲۰۱۴ طی مراسمی خصوصی با هم ازدواج کردند. پس از خروج سی‌ام پانک از کمپانی دبلیودبلیوای، ای‌جی لی نیز به همراه او از کمپانی خارج شد و قراردادش را فسخ کرد.

## افتخارات

#### ای‌ئی‌دبلیو
- قهرمانی جهانی ای‌ئی‌دبلیو (۲ بار)[۸۱]

#### رینگ آو آنر
- قهرمانی جهانی رینگ آو آنر (۱ بار)[۸۲]
- قهرمانی تگ تیم رینگ آو آنر (۱ بار)
- عضو تالار مشاهیر (۲۰۲۲)

#### دبلیودبلیوئی
- قهرمانی دبلیودبلیوئی (۲ بار)[۸۳]
- قهرمانی سنگین‌وزن جهان (۳ بار)[۸۴]
- قهرمانی ای‌سی‌دبلیو (۱ بار)[۸۵]
- قهرمانی بین قاره‌ای (۱ بار)[۸۶]
- قهرمانی تگ تیم جهان (۱ بار) − با کوفی کینگستون[۸۷]
- مسابقه مانی این د بنک (۲۰۰۹ و ۲۰۱۰)[۸۸][۸۹]